# Cirrops kumari
Cirrops kumari is een insect uit de familie van de vlinderhaften (Ascalaphidae), die tot de orde netvleugeligen (Neuroptera) behoort. 
Cirrops kumari is voor het eerst wetenschappelijk beschreven door Tjeder in 1980.